# Colonia elioterapica (Bergamo)
La colonia elioterapica è un edificio storico della città di Bergamo situato in via del Polaresco nel quartiere Longuelo.

## Storia
L'edificio è commissionato dalla Croce Rossa e dall'orfanotrofio femminile del Conventino per edificarvi una colonia elioterapica ed aiutare i bambini in difficoltà. I lavori di costruzione durano dal 15 luglio 1939 all'agosto 1940, con la costruzione di un corpo di fabbrica con due ali a piano unico e un corpo centrale a due piani. 
Il complesso, progettato dall'architetto Oscar Gmür e intitolato a Costanzo Ciano, viene ceduto alla Federazione dei fasci di combattimento di Bergamo e la prima colonia dell'estate 1940 viene gestita dalla Gioventù italiana del littorio (GIL). A causa della guerra è temporaneamente gestito dagli alleati per attività militari, divenendo verso il termine del conflitto sede del Comando Alleato di Bergamo e riprendendo solo negli anni '50 la funzione originale. 
Dopo un lungo periodo di abbandono l'edificio è stato ristrutturato e dal 2008 è adibito a spazio comune per i giovani con la denominazione di Spazio Polaresco, diventando un luogo culturale di aggregazione giovanile con una programmazione di eventi musicali che si sviluppa nell'arco dell'intero anno. Attualmente l'ex colonia è composta da uno skatepark, campi sportivi, un palco interno, un auditorium, uno studio di registrazione, sale prova ed un ampio parco esterno dove si organizzano eventi estivi.

## Architettura
L'edificio presenta le caratteristiche dell'architettura razionalista, è costituito da un corpo di fabbrica con due ali a piano unico e un grande corpo centrale a due piani con un bassorilievo e balcone a ricordare la forma di un fascio littorio.